# Валек, Олдржих
Ольдржих Валек (чеш. Oldřich Válek, родился 9 марта 1960, Опава) — чешский хоккеист, нападающий. Чемпион мира 1985 года, четырёхкратный чемпион Чехословакии.

## Биография
Олдржих Валек начал свою карьеру в 1979 году, выступал за клуб «Дукла Йиглава» на протяжении 10 сезонов. Четыре раза становился чемпионом Чехословакии. В 1989 году уехал за границу, играл в Финляндии, Норвегии, Франции. По возвращении в Чехию играл за команды «Дукла Йиглава», «Гавличкув-Брод» и «Моравске-Будеёвице». После окончания игровой карьеры стал тренером клуба «Моравске-Будеёвице». Также владеет рестораном на хоккейной арене в Тршебиче и является главой Моравско-Будеёвицкой хоккейной лиги.
C 1981 по 1989 год играл за сборную Чехословакии. Самым главным успехом в карьере стала золотая медаль чемпионата мира 1985 года, проходившего в Чехословакии.
22 января 2019 года был принят в зал славы чешского хоккея.

## Достижения
- Чемпион мира 1985
- Серебряный призёр чемпионата мира 1983
- Бронзовый призёр чемпионата мира 1989
- Чемпион Чехословакии 1982—1985
- Серебряный призёр чемпионата Чехословакии 1980, 1986, 1987
- Бронзовый призёр чемпионата Чехословакии 1988
- Лучший снайпер чемпионата Чехословакии 1985 (38 шайб)

## Статистика
- Чемпионат Чехословакии — 393 игры, 215 шайб
- Чешская Экстралига — 90 игр, 66 очков (34+32)
- Первая чешская лига — 66 игр, 43 очка (26+17)
- Чемпионат Финляндии — 58 игр, 59 очков (30+29)
- Сборная Чехословакии — 83 игры, 25 шайб
- Всего за карьеру — 690 игр, 330 шайб